# Eduardo Bustos Montoya
Eduardo Bustos Montoya (sinh ngày 3 tháng 10 năm 1976) là một cầu thủ bóng đá người Argentina.

## Sự nghiệp câu lạc bộ
Eduardo Bustos Montoya đã từng chơi cho Avispa Fukuoka.

## Thống kê câu lạc bộ

### J.League
| Đội            | Năm       | J.League | J.League | J.League Cup | J.League Cup | Tổng cộng | Tổng cộng |
| Đội            | Năm       | Trận     | Bàn      | Trận         | Bàn          | Trận      | Bàn       |
| -------------- | --------- | -------- | -------- | ------------ | ------------ | --------- | --------- |
| Avispa Fukuoka | 2000      | 28       | 9        | 3            | 0            | 31        | 9         |
| Tổng cộng      | Tổng cộng | 28       | 9        | 3            | 0            | 31        | 9         |